# Arjan Swinkels
Arjan Swinkels, est un footballeur néerlandais, né le 15 octobre 1984 à Moergestel aux Pays-Bas. Il évolue actuellement au VVV Venlo comme stoppeur.

## Biographie

### Saison 2018-2019
En début de saison 2018-2019 il rejoint le KV Malines en provenance du FCO Beerschot Wilrijk où il était en fin de contrat.
Durant cette saison il gagnera la Proximus League (la seconde division professionnelle du football belge) et la Coupe de Belgique avec le KV Malines.

## Palmarès
- Championnat de Belgique D2 : 
  - Champion : 2019 avec le KV Malines
- Coupe de Belgique
  - Vainqueur : 2019 avec le KV Malines